# Socorro do Piauí
Socorro do Piauí este un oraș în Piauí (PI), Brazilia.